# خالدة الجزر
خالدة الجزر أو أمارنطون أو أبزاز العذراء (الاسم العلمي Helichrysum stoechas)، نبات معمر من فصيلة النجمية يعلو حتى 40 سم،
متفرع جدًا. سوقه الزهرية بيضاء، صوفية الكساء. أوراقه قُطنية الصفحتين. رؤيساته الزهرية بيضانية إلى جُريسية، ضيزنية. قُلافاته تبنية اللون الأصفر.
زهيراته خنثوية.
نبات معرق نافع للصدر، يفيد أمراض الصدر، البرونشيت، التهاب الحنجرة والقصبة. يُستعمل في مسحوق الرؤوس المُزهِرة، ونقاعة ونبيذ وصبغة كحولية ونقيع يصلح غرغرة وكمادات خارجية. يُزهر من آذار إلى أيار في الأراضي الرملية والمُحْجِرة والكلسية الساحلية.